# Amata ochreopunctata
Amata ochreopunctata là một loài bướm đêm thuộc phân họ Arctiinae, họ Erebidae.